# اکشور
اکشور (به لاتین: Akshor) یک منطقهٔ مسکونی در قرقیزستان است که در استان اوش واقع شده‌است.

## خصوصیات
اکشور ۶۱۴ متر بالاتر از سطح دریا واقع شده‌است.